# Kronprins Frederiks Bro

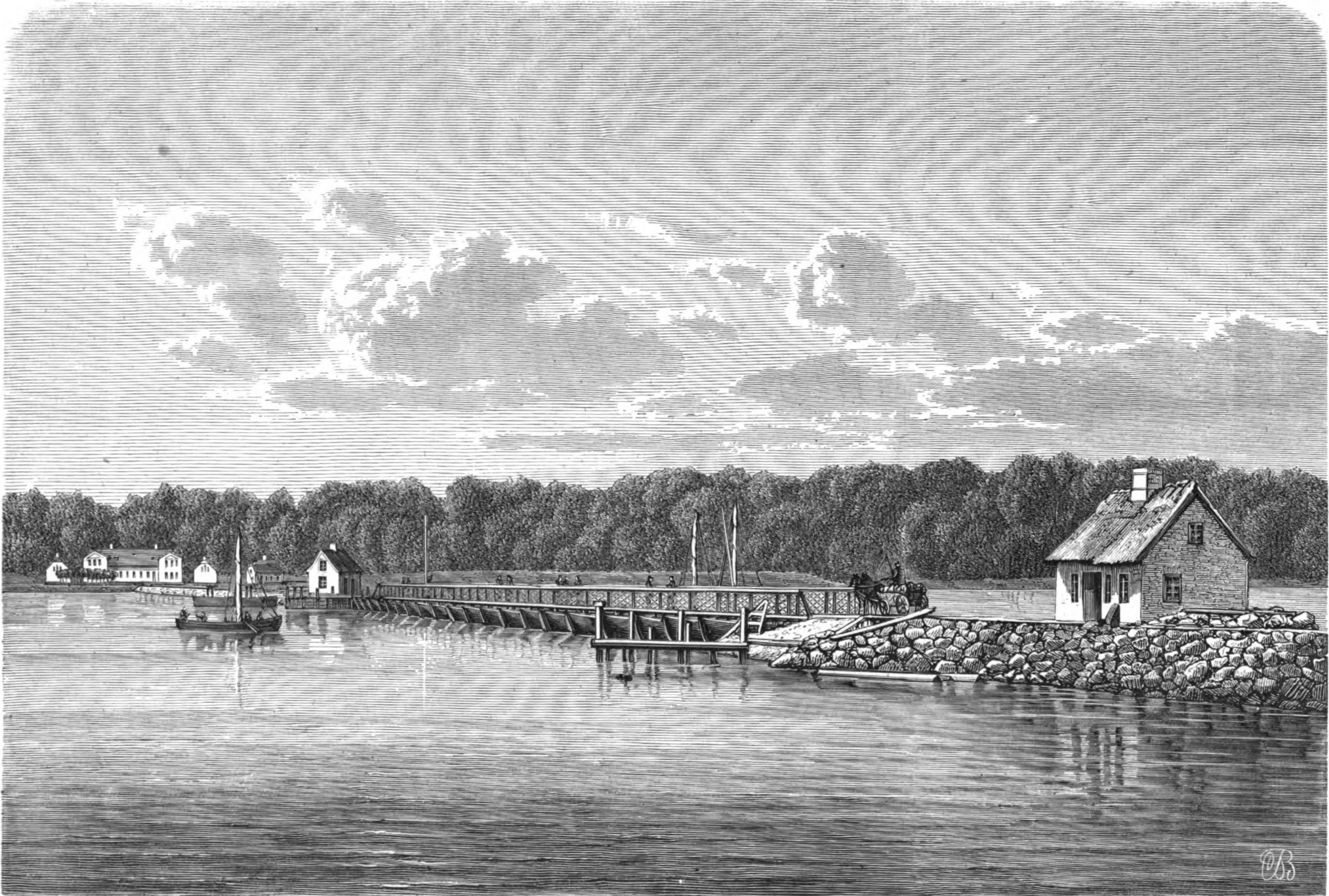
Den första bron på stället, 1870

Kronprins Frederiks Bro är en bro över Roskildefjorden, som förbinder Frederikssund med Hornsherred. Bron, som projekterades av Anker Engelund och invigdes den 30 oktober 1935, är en klaffbro som är 151 meter lång och 30 meter bred. Den har två bilfiler, två cykelfiler och två gångvägar. Segelrännan är 30 meter.
Bron har varit en viktig förbindelse mellan västra och norra Sjælland, men sedan 2000 finns högbron Kronprinsesse Marys Bro över Roskildefjorden fem kilometer söderut.
Den första bron på stället blev klar 1868. Den var av trä och 151 meter lång och vilade på pontoner. Under åren 1929–1936 hade Sjællandske Midtbane en 300 meter lång bro över fjorden, något söder om Kronprins Frederiks Bro. Bron revs efter det att järnvägen lagts ned 1936. En del av den rivna bron användes för Limfjordbroen i Aalborg. Rester av bropelarna kan fortfarande ses. 

## Bildgalleri

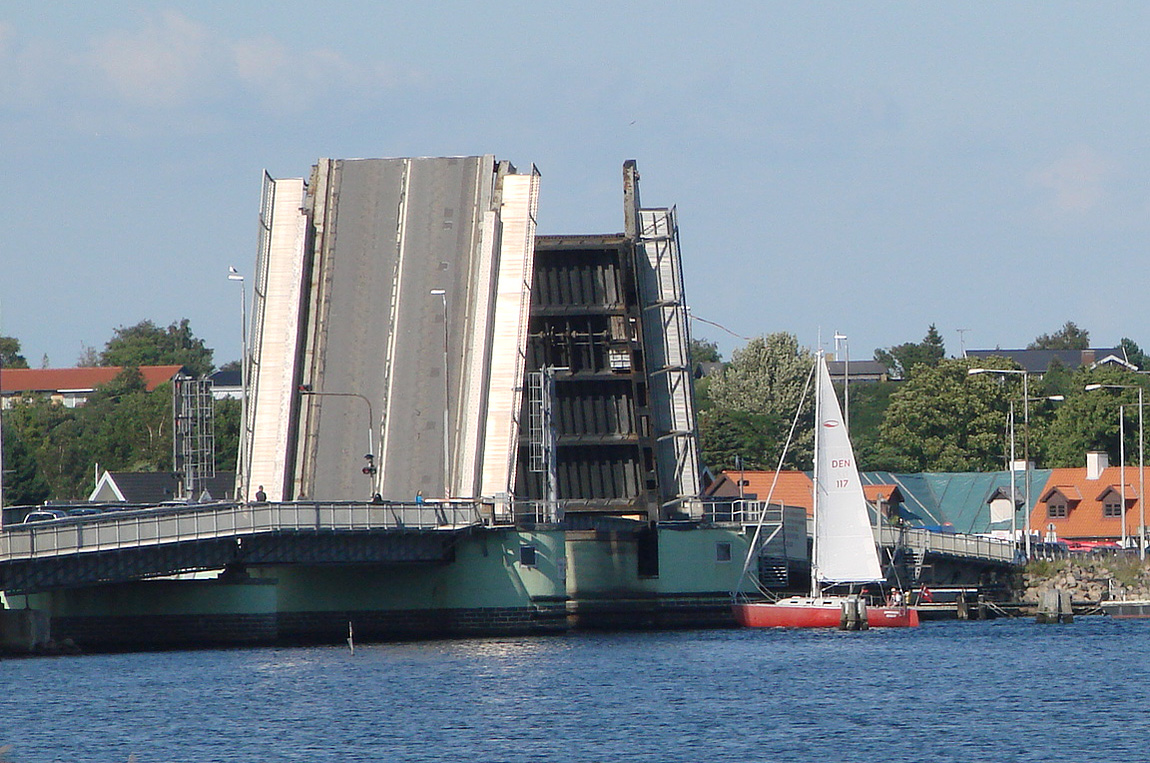
Bron med klaffarna upp
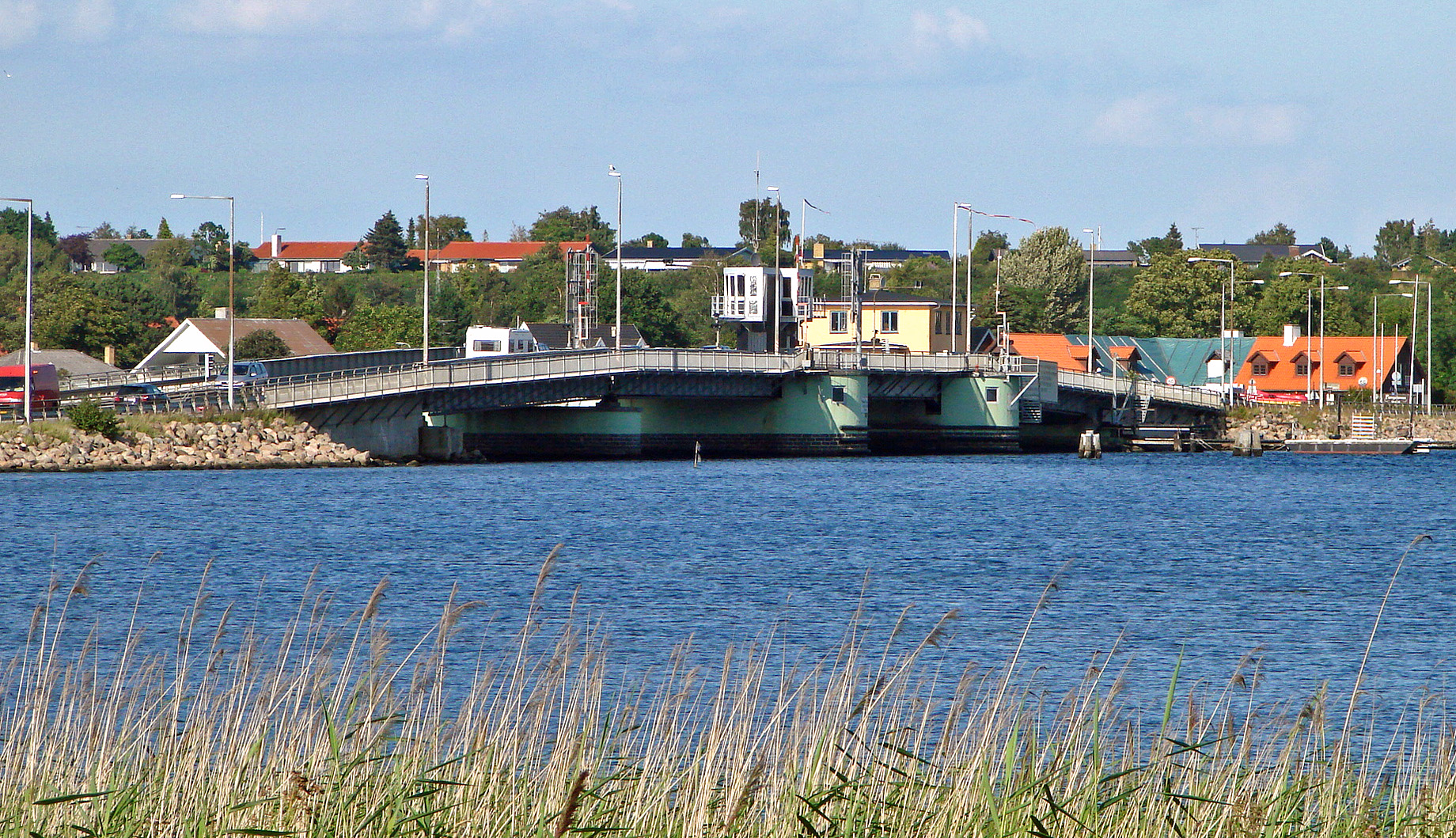
Bron sedd från Hornsherred mot nordöst